# Zemský soud
Zemský soud (iudicium terre) byla stavovská instituce, soud šlechty, který vyjadřoval její samosprávné tendence. Do působnosti soudu spadala celá šlechtická obec příslušné země, projednával její majetkové záležitosti a vykonával nad nimi i trestní jurisdikci. S nástupem centralizačních tendencí státu na počátku novověku však jeho význam začal upadat a později byl zemský soud pouze jedním z obecných soudů. 

## Stavovský zemský soud
Český zemský soud se konstituoval mezi lety 1260–1270, až do roku 1402 k němu mohl podat žalobu na šlechtice i poddaný, od té doby byl ale přístupný pouze šlechtě. Zasedal čtyřikrát ročně na Pražském hradě a jednalo se před ním zásadně ústně, ovšem už od počátku se o tom vedly písemné záznamy, které pak daly vzniknout zemským deskám. Král soudu sice předsedal, ale řídil ho zemský sudí. Ten, stejně jako ostatní přísedící (tzv. kmeti), kterých bylo 12, mohl být jen z panského stavu, zemským písařem už ale mohl být i nižší šlechtic. Soud právo volně nalézal s tím, že jednou takto rozhodnutá věc se stala vzorem pro další podobné případy, fungoval tedy na principu precedentů. Tím také tvořil zemské právo. Rozhodnutí zemského soudu, proti kterému nebylo odvolání (vůči apelačnímu soudu disponoval privilegiem inapelačnosti), vykonával nejvyšší purkrabí, který také mohl krále na soudu zastupovat. Finanční zájmy krále ale hájil nejvyšší komorník. Vedle většího zemského soudu působil i tzv. menší zemský soud, kde zasedala nižší šlechta a který kromě projednávání sporů do hodnoty deseti hřiven stříbra také vedl agendu zemských desk.
V průběhu 15. a 16. století zemský soud postupně ztrácel svůj původně prvořadý význam, zasedal už jen třikrát ročně a v některých letech nezasedal vůbec. Původní volnost v nalézání práva mu navíc omezilo Vladislavské zřízení zemské. Přesto se v této době rozšířil počet přísedících, pánů zůstalo 12, ale k nim přibylo osm rytířů, kteří do té doby mohli působit jen u menšího zemského soudu. Po vydání Obnoveného zřízení zemského se situace ještě více proměnila v neprospěch šlechty, nejvyšším soudcem se stal panovník, ústní jednání bylo nahrazeno písemným řízením, soud opustil precedenční právo a proti jeho rozhodnutí bylo možné podat revizi k české dvorské kanceláři.
Moravský zemský soud založil Karel IV. v roce 1348, zasedal střídavě v Olomouci (6. ledna a 24. června) a v Brně (o datech stanovených v Olomouci), protože navazoval na tamní dřívější cúdy. Vzhledem k tomu byly vedeny i dvě řady moravských zemských desk. Panovníka jako předsedu soudu zastupoval zemský hejtman, řízení ovšem také vedl zemský sudí, původně v každém městě jeden. Počet přísedících zpočátku ustálen nebyl, v průběhu doby bylo určeno 14 míst pro pány a šest pro nižší šlechtu. Zasedání se kromě příslušných zemských úředníků účastnil i olomoucký biskup. Soudní pravomoc byla obdobná jako u českého zemského soudu, rozšířená nicméně o záležitosti odúmrtí, které v Čechách vyřizoval dvorský soud. Působil zde i stejný menší zemský soud. Po roce 1642 už zasedal jen v Brně. Na základě moravského vzoru vznikly i samostatné zemské soudy na Opavsku a Krnovsku.

## Pozdější zemské soudy
Za Karla VI. i nadále působily zemské soudy v Praze a v Brně, nešlo již ale o stavovské soudy šlechty, byly to zeměpanské soudy organizované na byrokratickém základě. Stále nicméně soudily privilegované osoby, ve své pravomoci měly prvoinstanční civilní agendu týkající se především šlechty, duchovenstva, královských měst nebo klášterů a agendu zemských desk. Český se skládal z prezidenta, jímž byl nejvyšší sudí, viceprezidenta a 16 radů, u moravského byl předsedou také nejvyšší zemský sudí, zastupoval jej ale nejvyšší zemský písař, který byl i jedním z deseti soudních radů. Působilo zde také osm, resp. čtyři sekretáři a další pomocný personál. Kromě nich existovaly i čtyři knížecí zemské soudy v Opavě, Těšíně, Bílsku a na Jánském vrchu.
Po roce 1850 byl zemský soud (Landesgericht) už standardní krajský soud. Zpočátku jím byly všechny krajské soudy, ale od roku 1855 až do roku 1928 se tak označovaly jen ty, které sídlily v hlavních městech jednotlivých zemí, tedy pražský, brněnský a opavský. Nad nimi jako jejich odvolací soudy stály vrchní zemské soudy (Oberlandesgericht). Tyto vrchní soudy se pak v krátkém období let 1945–1949 také označovaly jako soudy zemské.